# Fluorescence Loss in Photobleaching
Als Fluorescence Loss in Photobleaching (FLIP) bezeichnet man eine Methode der Mikrobiologie zum Nachweis der Fluidität von Biomembranen.

## Funktionsweise
Dabei werden Oberflächenproteine auf Zellen mit fluoreszenz-markierten Antikörpern gekennzeichnet und die Fluoreszenzaktivität in einem definierten Bereich photometrisch bestimmt. Gleichzeitig erfolgt räumlich getrennt eine kontinuierliche Laserbestrahlung, die die Fluoreszenz im bestrahlten Bereich zerstört (siehe Photobleichung). In der Folge nimmt auch die Fluoreszenz im Messbereich ab, was durch die Beweglichkeit der Oberflächenproteine in der Membran (Flüssig-Mosaik-Modell) erklärt wird.
Auf einem ähnlichen Prinzip basiert Fluorescence Recovery after Photobleaching (FRAP).